# Chodzenie po desce

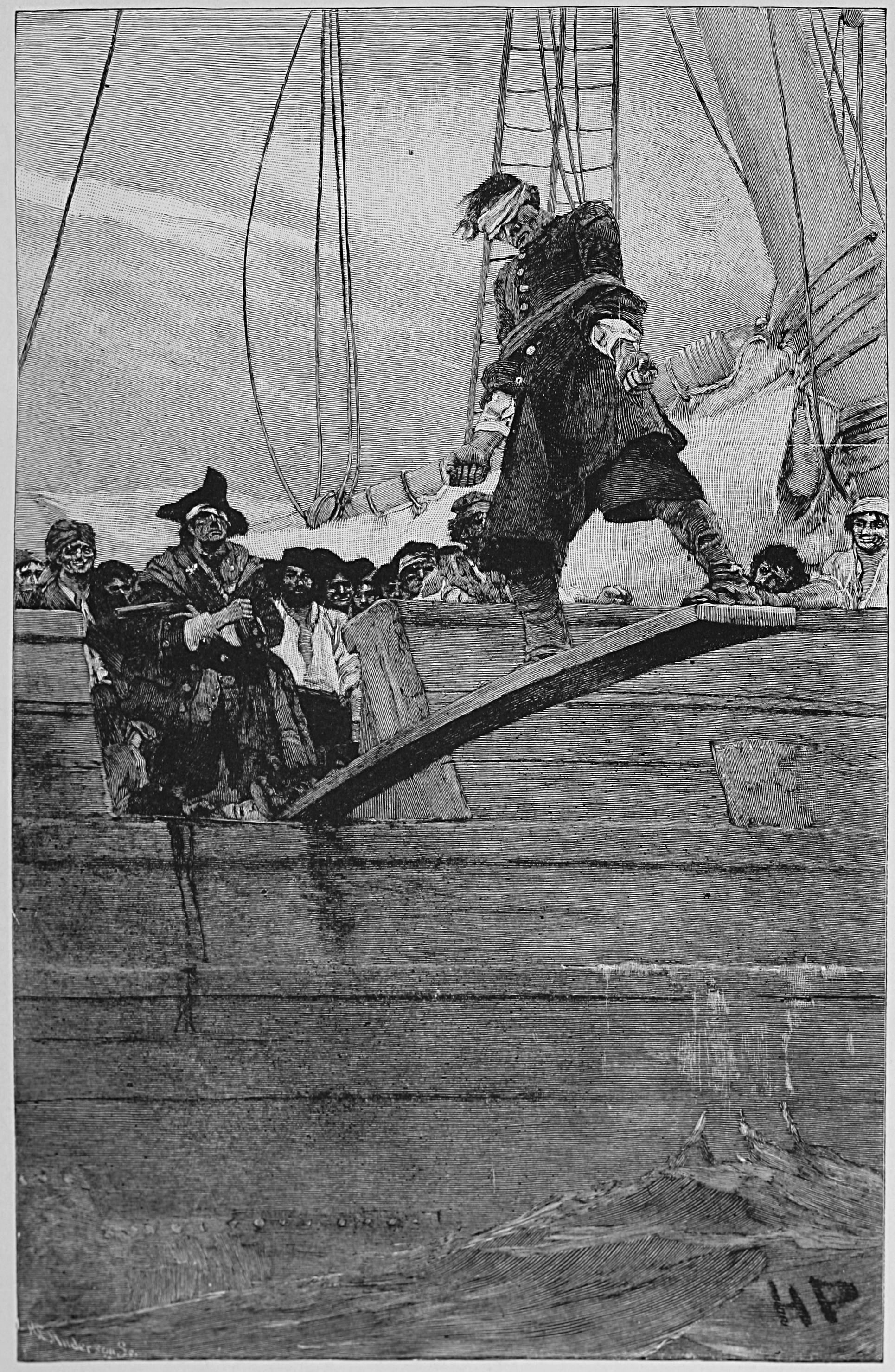
„Chodzenie po desce” na ilustracji Howarda Pyle’a wykonanej dla czasopisma Harper’s Magazine

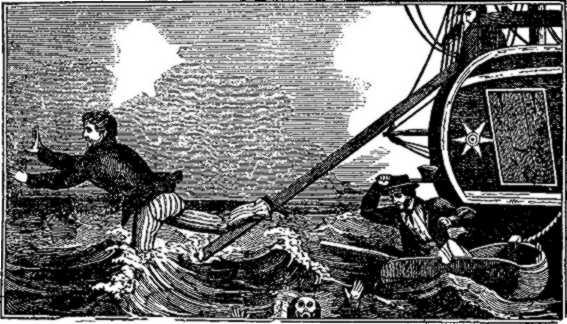
Egzekucja ofiar skazanych na „chodzenie po desce” w książce The Pirates Own Book

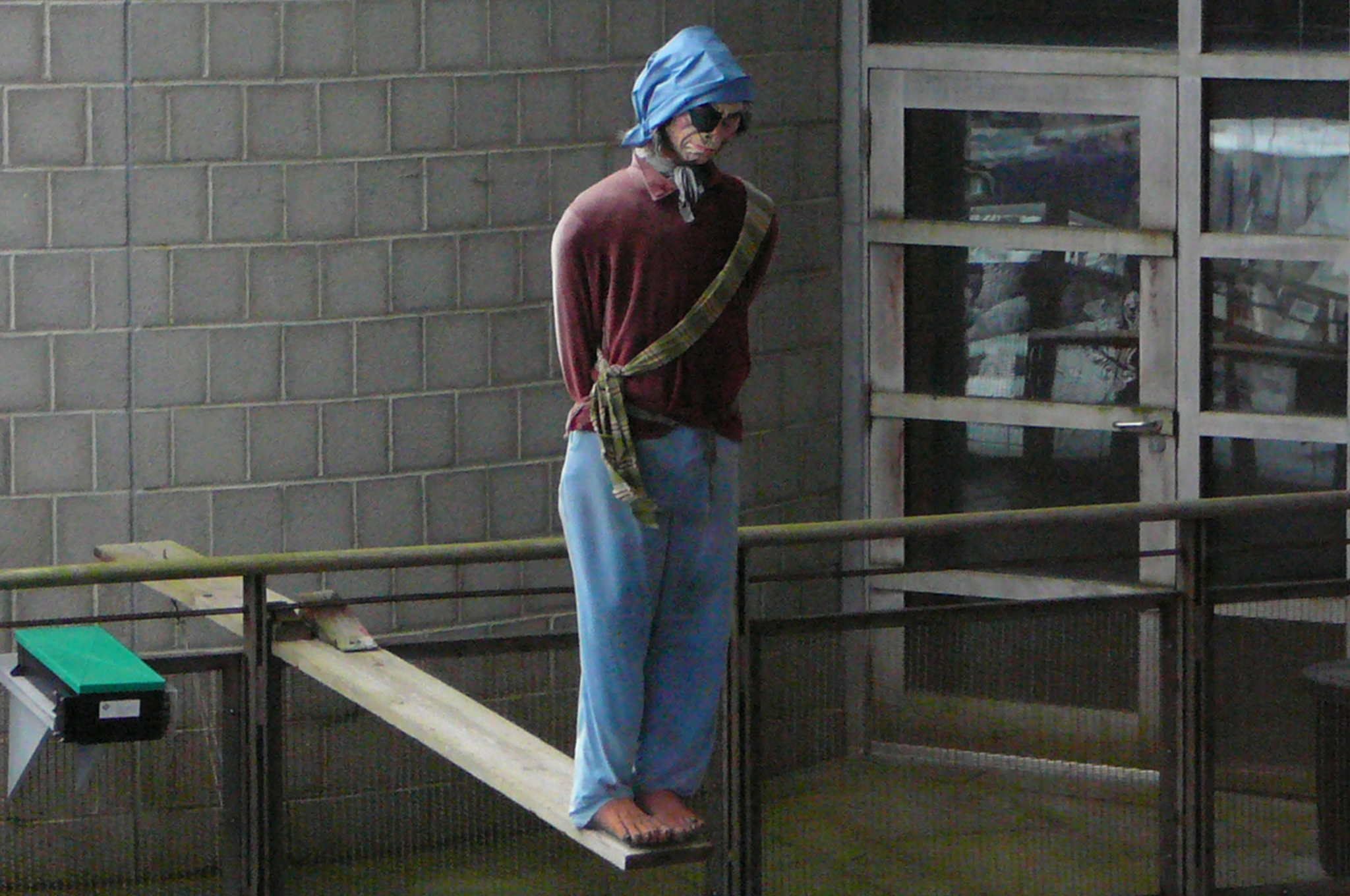
Figura pirata „chodzącego po desce” w National Maritime Museum Cornwall w Falmouth

Chodzenie po desce – metoda egzekucji praktykowana przez piratów i zbuntowanych marynarzy, polegająca na związaniu ofiary i zmuszeniu jej do chodzenia po desce wystającej z burty statku, co powodowało utratę równowagi, wpadnięcie do morza i utonięcie.

## Opis
Pomimo tego że „chodzenie po desce” występuje w popularnych opowieściach o piratach, w rzeczywistości podczas złotego wieku piractwa nie miała miejsca ani jedna taka sytuacja. Popularni piraci, tacy jak Henry Every, Czarnobrody, Henry Morgan oraz pozostali nigdy nie używali tej metody do zabijania swoich ofiar. W rzeczywistości zdecydowana większość piratów wolała nie zabijać nieszczęśników, ale pozostawiali ich w miejscach gdzie mieli jakąś szansę na przeżycie, na przykład na splądrowanych statkach lub na brzegu bezludnej wyspy.
Pierwszy odnotowany przypadek „chodzenia po desce” miał miejsce w 1769 roku, prawie 40 lat po zakończeniu ostatniego okresu powszechnego piractwa na Karaibach. Jeden ze schwytanych buntowników z marynarki wojennej wyznał swojemu kapelanowi w londyńskim więzieniu Newgate, że podczas wydarzeń związanych z buntem na morzu marynarze zabili swoich oficerów, zmuszając ich do „chodzenia po desce” i wskoczenia do morza. Prawie 20 lat później statek niewolniczy Garland znalazł się w obliczu wielkiego głodu podczas przeprawy przez Ocean Atlantycki i aby zachować zapasy żywności, wielu niewolników zostało zmuszonych do „chodzenia po desce” (żywności ostatecznie zabrakło, więc załoga uciekła się do kanibalizmu).
Bliższy związek „chodzenia po desce” z piractwem miał miejsce w latach dwudziestych XIX wieku wraz z pojawieniem się kilku relacji, w których pirackich jeńców zmuszano w ten sposób do śmierci. Latem 1822 roku kapitan zdobytego brytyjskiego statku Redpole został zmuszony przez piratów ze statku Emanuel do „chodzenia po desce”, co zakończyło się dla niego śmiercią. W 1829 roku piracki szkuner President zdobył brytyjski slup Blessing. Piraci dokonali egzekucji brytyjskiego kapitana i zmusili prawie całą jego załogę do „chodzenia po desce” w wyniku czego utonęli. Oszczędzili tylko tych członków załogi posiadających umiejętności, które były przydatne z punktu widzenia piratów. W 1829 roku holenderski statek Vhan Fredericka został schwytany przez piratów w cieśninie między Wyspami Dziewiczymi. Załogę zmuszono do „chodzenia po desce”, z nogami związanymi ciężkimi kulami armatnimi, aby nie miała szansy dopłynąć do bezpiecznego miejsca.
Kilka innych przypadków „chodzenia po desce” miało miejsce w XIX wieku, ale większość z nich dotyczyła piratów i buntowników wysyłających siebie nawzajem na śmierć. Działo się tak, ponieważ niektórzy błędnie wierzyli, że wysłanie swoich towarzyszy na śmierć w ten sposób złagodzi ich wyrok,  ale tak się nie działo.

## Kultura popularna
W kulturze popularnej termin „chodzenie po desce” jest obecnie regularnie przedstawiany jako część wieku żagli i złotego wieku piractwa. Piraci są przedstawiani jako użytkownicy tej metody egzekucji, a bohaterowie często znajdują jakiś sposób na ucieczkę, balansując na desce podczas pojedynku na szable. Filmy które nie były osadzone w czasach piractwa, również przyjęły tę metodę egzekucji, czego przykładem są Gwiezdne wojny: część VI – Powrót Jedi (1983), w reżyserii Richarda Marquanda.